# Fundación Tierra Santa para el Auxilio y el Desarrollo
La Fundación Tierra Santa para el Auxilio y el Desarrollo (en inglés, Holy Land Foundation for Relief and Development) es el mayor grupo de caridad islámica en los Estados Unidos, y fue fundado en 1989. El grupo es un fondo para los países ocupados.
Es una organización terrorista según Estados Unidos.
Tienen todos sus bienes congelados por la UE y los EE.UU., y fue prohibido por el gobierno de EE.UU. tras el descubrimiento del apoyo a Hamás en armas y equipos. En 2009 los fundadores de la organización fueron encarcelados por haber dado $ 12 millones a Hamás, considerada como una organización terrorista.
En la página web de la organización se declaró que "Nuestra misión es encontrar y aplicar soluciones prácticas para aliviar el sufrimiento humano a través de los programas humanitarios que afectan la vida de las personas desfavorecidas y desplazadas que sufren de desastres de origen humano y natural."
El enfoque principal del grupo eran los refugiados palestinos en los campamentos de refugiados en Jordania, Líbano y los territorios palestinos. También han dado su apoyo a las víctimas de los desastres y de las guerras en Bosnia, Kosovo, Turquía y los EE. UU.
Entre los fundadores de la Fundación Tierra Santa esta Mousa Mohammed Abu Marzuk, uno de los líderes políticos de Hámas, que ha proporcionado una importante financiación de la Fundación Tierra Santa, en la década de 1990. Él y otras dos personas han sido acusados y encarcelados por 15 años por haber financiado presuntos ataques terroristas contra Israel.